# Karim Gasmi
Karim Gasmi ist ein französischer Handballschiedsrichter.
Gemeinsam mit seinem Bruder Raouf bildet Gasmi ein Schiedsrichtergespann. Zusammen leiteten sie Spiele bei der U-21-Weltmeisterschaft 2015 in Brasilien, bei der Weltmeisterschaft der Männer 2019 in Dänemark und Deutschland, bei der Weltmeisterschaft der Männer 2023 in Polen und Schweden, bei der U-21-Weltmeisterschaft 2023 in Deutschland und Griechenland sowie bei der Europameisterschaft der Männer 2024 in Deutschland. Zudem sind sie regelmäßig in der EHF Champions League im Einsatz.